# Nuit des Amazones
 (mars 2024).

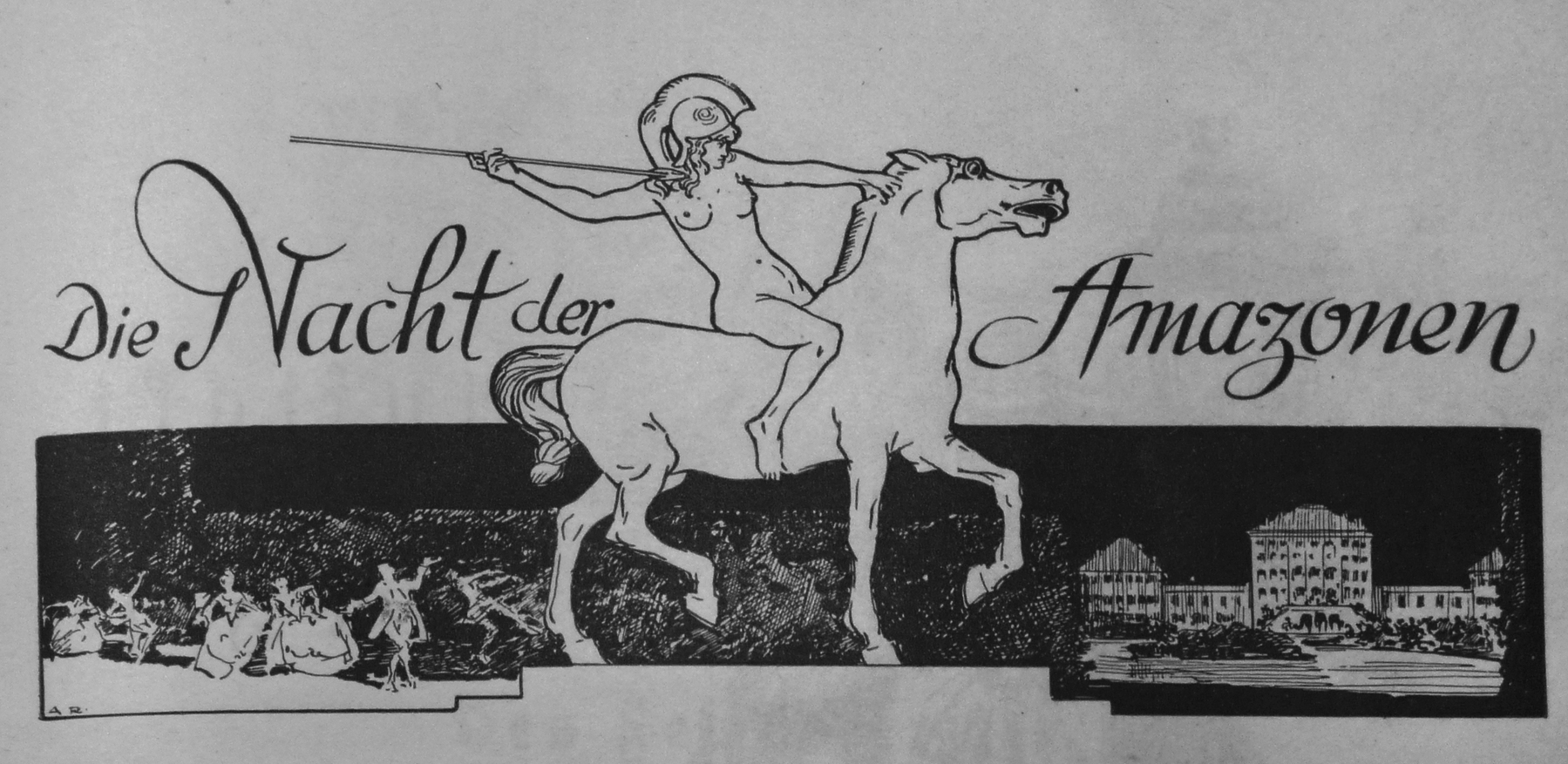
Illustration du programme de 1937 pour la Nuit des Amazones

La Nuit des Amazones (en allemand : Nacht der Amazonen) était un événement de propagande nazie qui se tenait chaque année à Munich au château de Nymphembourg dans les années 1930,,.
Quatre fois, la Nuit des Amazones a eu lieu dans le parc nocturne du château de Nymphembourg, durant l'été des années 1936 à 1939. Les dirigeants nazis de la ville ont mis en scène ces grands événements. Ils suscitent encore aujourd'hui un intérêt énorme. Avec la présence de stars internationales, ce spectacle en plein air, qui changeait chaque année, était à la fois un outil de propagande et une figure de proue de la ville. Ici, sport équestre, ambiance festive et tourisme sont entrés dans un mélange éblouissant. Jamais le lien entre la terreur et le divertissement n'a été aussi étroit que lors des Nuits des Amazones. Les gardes SS du camp de concentration de Dachau et les filles du spectacle de variétés de Berlin ont uni leurs forces ici pour glorifier Christian Weber, le dirigeant tyrannique de Munich à l'époque.
En plus de mettre en valeur Munich comme une destination de voyage, l'événement avait pour but de présenter le régime nazi comme ouvert au monde et convivial pour les étrangers, et de promouvoir l'idéologie nazie.

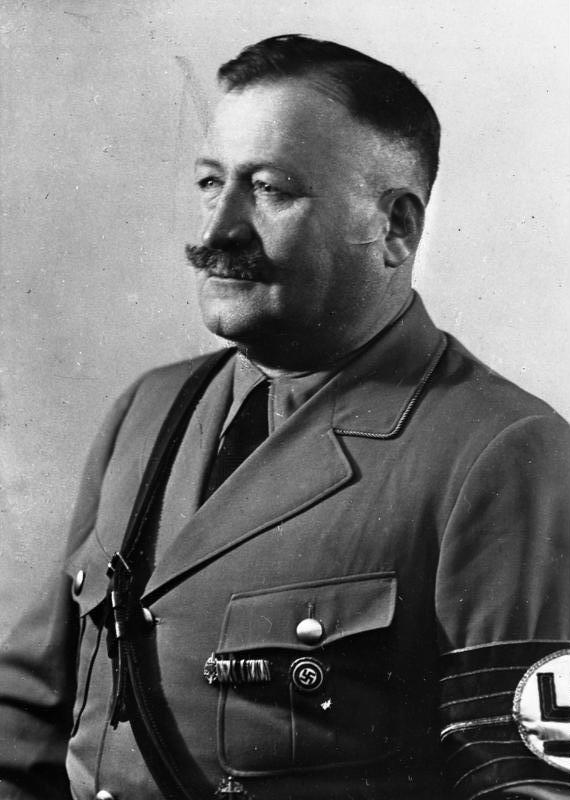
Christian Weber en 1934

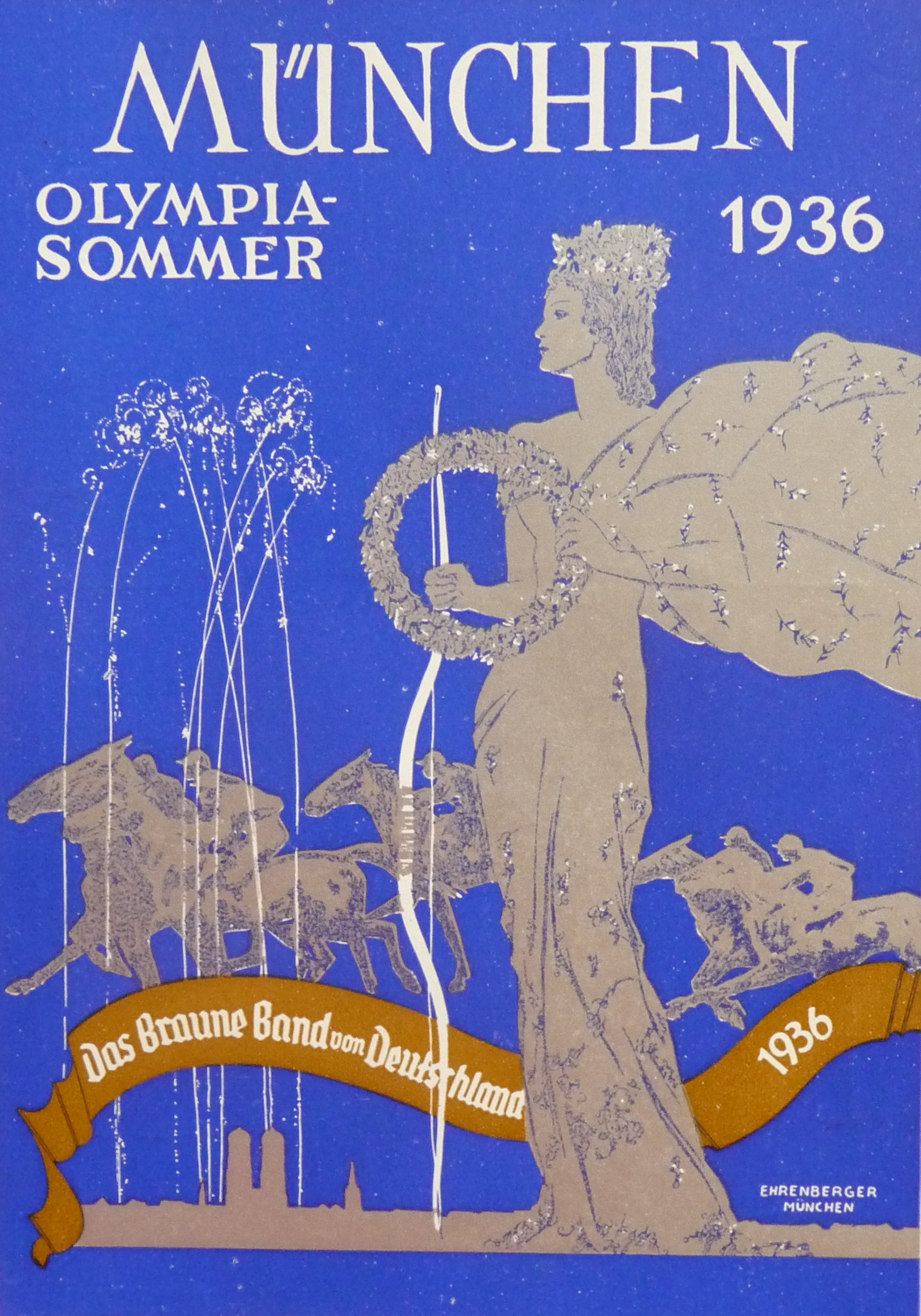
Carte postale faisant la promotion de Munich comme « capitale de l'art allemand » d'Hitler lors de l'Olympia-Sommer en 1936. Au premier plan l'Amazone avec un arc long et une couronne de victoire. La récompense des courses de chevaux a été le Ruban brun d'Allemagne.

## Origine
La semaine internationale des courses de Munich-Riem a été inventée en 1934 pour présenter des sports équestres de classe mondiale à Munich et attirer des visiteurs pour montrer la nouvelle société nazie. L'événement a été organisé par Christian Weber, dont l'amitié personnelle avec Adolf Hitler remonte au début des années 1920. Tous les clubs hippiques internationaux ont été invités. En 1936, le prix du Ruban brun d'Allemagne a été doublé. Avec 100 000 Reichsmark, il s'agissait donc du prix le plus élevé du continent. Cette année était également un anniversaire spécial, « 500 ans de courses de chevaux à Munich », qui a comporté de nombreux événements majeurs. Selon Weber, le point culminant de la soirée des courses de chevaux pour le ruban brun devrait faire du bruit à la maison et dans le monde. En collaboration avec Paul Wolfrum, le responsable du tourisme de Munich et du sud de la Bavière, ils ont créé la « Nuit des Amazones », une soirée avec 10 000 spectateurs. Weber a utilisé l'ancienne résidence d'été des rois bavarois comme décor pour son auto-représentation ambitieuse et celle du système de gouvernement nazi. 

## Travaux préliminaires et financement
Malgré des semaines de répétitions et de préparations intensives en personnel, aucune autre date n'a été fixée. Le financement extrêmement coûteux a été repris par l'organisation du régime nazi, le Ruban brun de l'Allemagne. Pour la première fois, en 1936, les deux voies d'accès et l'ensemble du complexe du palais furent éclairés par l'électricité. Il fallait répondre aux préoccupations de l'administration bavaroise des palais, jardins et lacs appartenant à l'État, par exemple les risques d'incendie dus aux grands spectacles de feux d'artifice et les dommages causés par les sabots des chevaux, la foule et les installations souterraines. Le personnel de sécurité était fourni par les SS. 

## Contenu
L'événement s'est toujours déroulé en deux parties différentes, dont le contenu différait d'année à l'autre. Outre les stars internationales, des centaines de chevaux ont été mis en scène. La première partie de l'événement était un thème historique situé dans l'environnement courtois du XVIIIe siècle, qualifié de décadent. Dans la deuxième partie de l'événement, le « nouvelle âge » et la « race supérieure », glorifiés par l'idéologie nazie, ont été présentés. Sous le prétexte de la mythologie antique, la nudité était mise en scène. Une sculpture en bronze créée par Franz Stuck en 1913-1914 était considérée comme l'Amazone par excellence. Une réplique a été érigée devant la Villa Stuck à Munich en 1936. 
En 1936, Hans Gruß, le directeur du Deutsches Theater (Munich), a dirigé l'événement. En 1937, il est remplacé par Paul Wolz, qui le dirige jusqu'en 1939. Les performances de danse ont incorporé l'inspiration chorégraphique des derniers films d'Universum Film AG et d'Hollywood. 

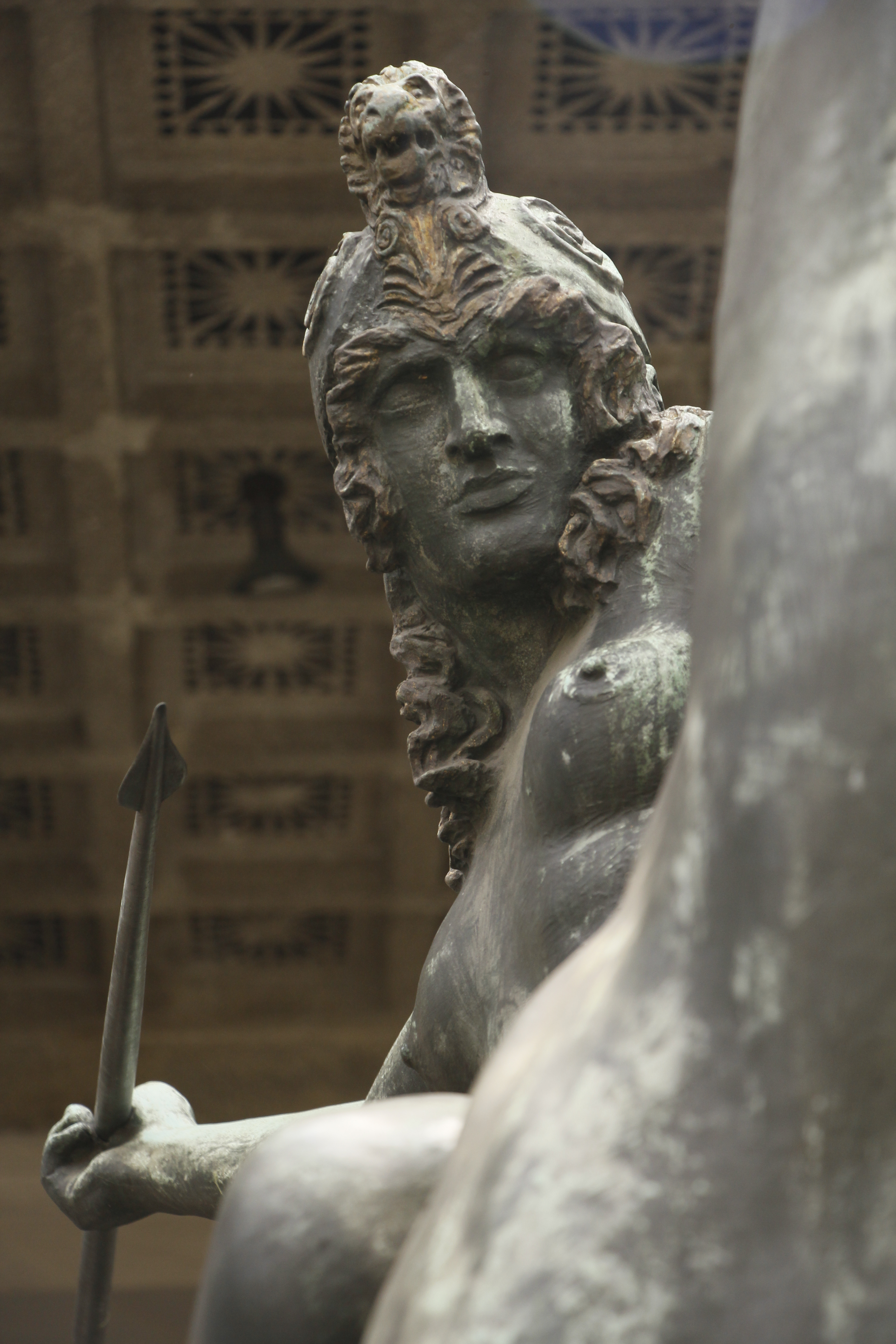
Le sculpteur et peintre allemand Franz Stuck a créé en 1914 le moulage en bronze d'une amazone nue. Cette refonte de 1936 était un cadeau à Adolf Hitler.

## Technologie d'éclairage
Wilhelm Hindelang était responsable de la production d'éclairage. Lors d'un séjour à New York en 1936, l'ingénieur électricien a étudié les différents systèmes d'éclairage des théâtres de Broadway et l’illumination nocturne des chutes du Niagara. L'illumination de la « Nuit des Amazones » lui a permis d'exprimer sa créativité et son savoir-faire. Il a élaboré les plans d'éclairage et créé des effets lumineux avec des chaînes lumineuses à ultraviolets, des spots sous-marins colorés et une piste de danse éclairée par le bas. Une grande partie de l'éclairage et du système téléphonique pour la direction et les instructions d'éclairage ont été fournis par les forces armées allemandes (Wehrmacht). En 1938, le cinéaste amateur passionné avec son utilisation innovante de la lumière a pu tourner l'événement sur Kodachrome. C'était probablement le premier film couleur tourné de nuit dans le Reich allemand. 

## Équitation
Les compétences équestres - y compris celles de l'équitation classique - ont été utilisées par les ambitieux cavaliers SS pour créer un impact au public. De nombreux coureurs étaient membres de la SS-Totenkopfverbände qui gardait le camp de concentration de Dachau pendant la journée. Hermann Fegelein, jockey de saut primé et ambitieux protégé de Christian Weber et directeur de l'école principale SS Riem depuis 1937, les a formés ainsi que les « Amazones ». 

## Danse
Le ballet de l'Opéra d'État de Munich a participé à la première Nuit des Amazones en 1936. Cependant, comme on disait que le ballet classique n'avait pas assez de germanisme et de fierté nationale, qu'il était affecté par l'influence étrangère, une grande variété d'écoles de danse ont été utilisées à partir de 1937. Suivant l'idéologie nazie, les danseurs symbolisaient « l'intégration volontaire et dynamique dans la grande structure communautaire avec la nouvelle danse ». Des jeunes filles de l'organisation nazie Werk Glaube und Schönheit ont également été utilisées pour les scènes de masse.

## Participants célèbres
Chaque année, des stars de renommée internationale ont participé à l'événement, comme Margaret Severn de New York et Eugene Iskoldoff avec des danseurs du Covent Garden des Ballets russes en 1936. Les années suivantes, les Scala-Girls de Berlin et les Hiller-Girls se produisent ainsi que des chanteurs comme Hans-Hermann Nissen et Erna Sack.

## Nudité
Christian Weber a utilisé de plus en plus l'idée qu'il avait acquise lors de sa visite en 1937 à l'Exposition universelle de 1937 - et dans les établissements concernés à Paris - selon laquelle « nos allemandes nues sont plus belles que les françaises ». Sa conclusion pour la Nuit des Amazones était : « tout ce que nous avons à faire est de retirer les vêtements des filles ici à la maison, de les mettre sous les projecteurs, et les hommes avec de l'argent à dépenser abandonneront Paris pour Munich ». À partir de 1938, le nombre de filles vêtues uniquement de culottes a augmenté. Pour la première fois, 150 participants masculins et féminins ont été présentés, recouverts de maquillage théâtral de couleur bronze, ce qui présentait des risques considérables pour la santé. 

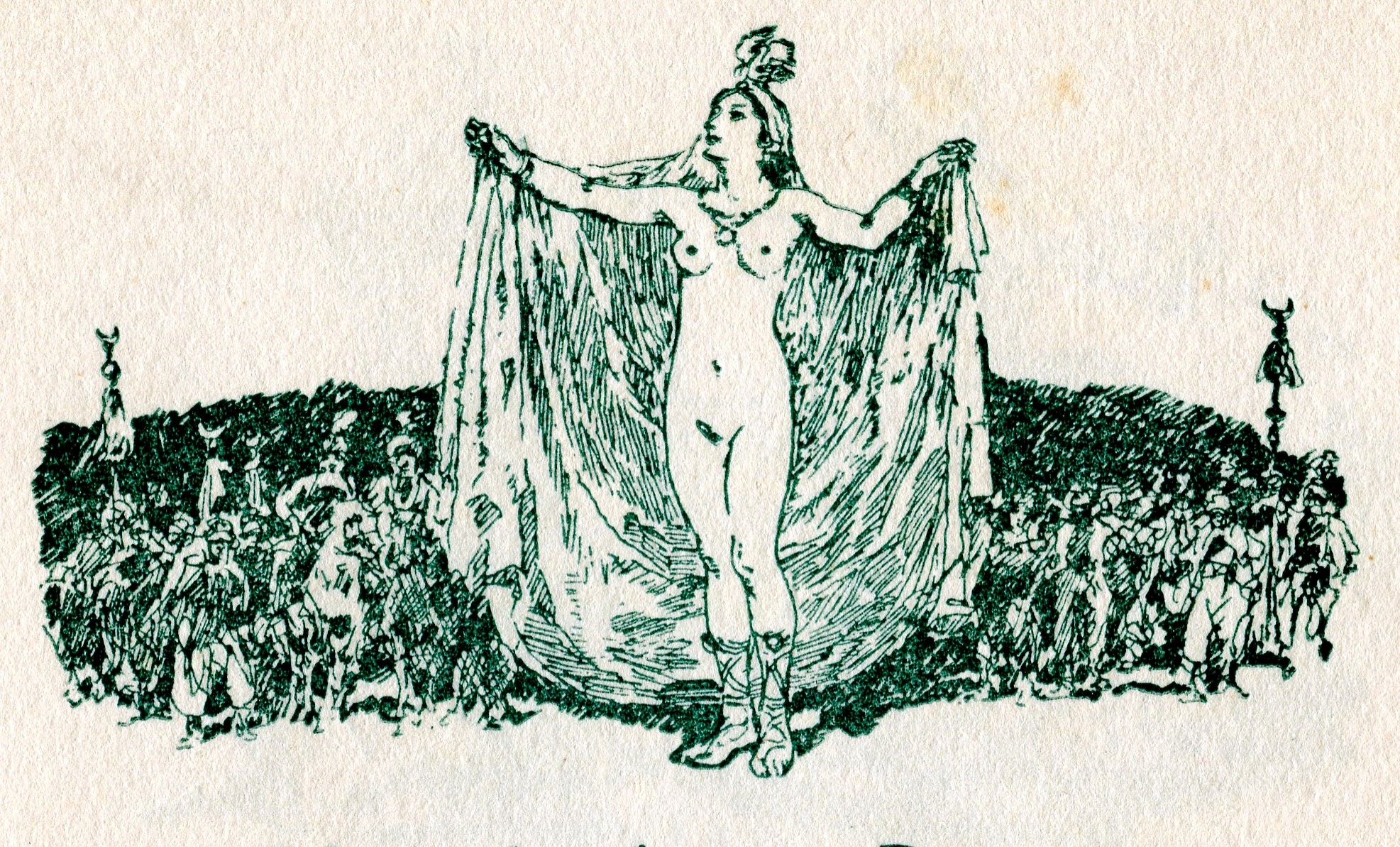
Détail du programme illustré du spectacle de 1939. L'artiste Albert Reich (1881-1942) était directeur artistique des spectacles et a créé la couverture de la première édition de Mein Kampf d'Hitler.

## Musique
La première partie de la série a commencé avec des fanfares, suivies de marches militaires allemandes. Après la pause, la musique classique alternait avec le chant. Du cor de chasse et de la musique folklorique alpine ont également été joués. 

## Spectateurs et terrain de jeu
Des tribunes et des places debout ont été placées sur le rez-de-chaussée étendu du parc du château de Nymphenburg. Les célébrités avaient leur place d'honneur sur le perron du château. En 1936, presque tous les rois européens étaient présents. Avec 20 000 visiteurs, la Nuit des Amazones était toujours complète. Pour offrir quelque chose aux spectateurs curieux devant le château, le bâtiment était illuminé, un feu ouvert brûlait sur les pylônes, et des gondoles descendaient le canal du château. 

## Précautions de sécurité
Chaque année, les membres de la Gestapo ont soigneusement inspecté la vaste zone du château de Nymphembourg, car la présence d'Adolf Hitler était souhaitée. Celui-ci a cependant préféré le Festival de Bayreuth avec la musique de Richard Wagner qui se déroulait au même moment. 

## Littérature
- (de) Nacht der Amazonen : Eine Münchner Festreihe zwischen NS-Propaganda und Tourismusattraktion, Munich, 2017 (ISBN 978-3-86906-855-8).
- Ernest R. Pape, Munich Playground, New York, 1941.